# Водопьянов, Константин Алексеевич
Константин Алексеевич Водопьянов (2 (15) июня 1908, Тайга — 12 декабря 1962, Горький) — физик, профессор на кафедре полупроводников и диэлектриков Томского государственного университета.
Похоронен на кладбище «Марьина Роща».

## Работы
- Исследование потерь в твердых диэлектриках // Труды 1-й краевой конференции физиков Западной Сибири. Томск, 1934. Вып. 3;
- Диэлектрические потери в многокомпонентных стёклах // Труды СФТИ. 1945. Т. 6. Вып. 2;
- Диэлектрические потери в слюде-мусковите при высокой частоте // Там же. 1947. Т. 7. Вып. 2;
- Диэлектрические свойства слюды флагопита Восточно-Сибирского месторождения // Там же;
- Зависимость угла потерь от частоты в некоторых технических твердых диэлектриках // Там же. 1947. Вып. 24;
- Совместно с М. А. Кривовым. Исследование угла диэлектрических потерь в простых силикатных и борных стёклах в зависимости от концентрации ионов примеси и частоты электрического поля // Там же;
- Исследование диэлектрических свойств кристаллического гипса в полях высокой частоты // Там же. 1949. Вып. 28;
- Совместно с А. П. Вяткиным. Исследование диэлектрических свойств производственной керамики на высокой частоте // Там же. 1950. Вып. 30;
- Совместно с В. Е. Зуевым. Диэлектрические потери в глазурях на высоких частотах // Там же;
- Совместно с М. П. Тонконоговым. Диэлектрические потери в тальке на высокой частоте // Там же. 1956. Вып. 35;
- Совместно с А. И. Коробовым. Получение диэлектрических плёнок на основе титаносодержащих веществ // Известия вузов. Физика. 1963. № 3;
- Совместно с А. И. Коробовым и Н. В. Комаровым. Выбор режима получения диэлектрических плёнок осаждением из газовой фазы // Там же. 1964. № 1.

## Архивные источники
- ГАТО. Ф. Р-815. Оп. 15. Д. 538; Оп. 29. Д. 64;